# Prêmio MacRobert
O Prêmio MacRobert (em inglês:  MacRobert Award) é concedido desde 1969 pela Royal Academy of Engineering.
O prêmio reconhece ideias inovativas em engenharia.

## História
O prêmio homenageia Rachel Workman MacRobert, matriarca da família MacRobert.

## Laureados
- 1969- Freeman Fox & Partners - pela superestrutura da Ponte do Severn e Rolls-Royce - pelo Rolls-Royce Pegasus
- 1970- British Petroleum - por novas técnicas de prospecção
- 1971- Gas Council - por processos inovativos de fabricação
- 1972- EMI Limited - por avanços no diagnóstico de doenças cerebrais por raios X
- 1973- Dunlop - pelo pneumático Denovo
- 1974 - ICI Limited (divisão agrícola)
- 1975 - Westland Helicopters e British Railways Board
- 1976 - Não houve premiação
- 1977 - Royal Signals Research Establishment e Malvern Instruments
- 1978 - Pilkington Brothers Limited
- 1979 - Post Office Telecommunications
- 1980 - Johnson Matthey Group
- 1981 - Lucas CAV Limited
- 1982 - Kaldair Limited
- 1983 - Ruston Gas Turbines
- 1984 - Netlon Limited
- 1985 - The National Institute of Agricultural Engineering e Rolls-Royce
- 1986 - Oxford Instruments Group
- 1987 - Renishaw plc
- 1988 - Quantel Limited
- 1989 - British Gas
- 1990 - The Science and Engineering Research Council
- 1991 - Rover Group, Defence Research Agency e GEC Sensors
- 1992 - BP International
- 1993 - ICI Klea
- 1994 - Soil Machine Dynamics
- 1995 - British Gas plc e Gill Electronic R&D
- 1996 - Rolls-Royce plc - pelo Trent aero-engine
- 1997 - Whipp & Bourne
- 1998 - Norton Healthcare Limited
- 1999 - Buro Happold - pelo projeto do Domo do Milênio
- 2000 - Johnson Matthey
- 2001 - Sensaura
- 2002 - CDT
- 2003 - Randox Laboratories Ltd.
- 2004 - IBM − pelo WebSphere MQ
- 2005 - CSR plc
- 2006 - Optos plc[2]
- 2007 - Process Systems Enterprise
- 2008 - Bionic Hand, the i-LIMB[3][4][5]
- 2009 - Arup pelo Centro Aquático Nacional de Pequim[6]
- 2010 - Inmarsat[7]
- 2011 - Microsoft Research Cambridge[8]